# Санаа Шаалан
Санаа Шаалан (на арабски: سناء الشعلان) е йорданска писателка.

## Биография
Родена е на 20 май 1977 г. Родителите ѝ са бежанци от Палестина, които се установяват в Йордания през 1948 г. Израства в Аман в семейство с 11 братя и сестри.
На 9-годишна възраст пише първия си роман. На 19-годишна възраст публикува първата си книга, а на 20 години печели първата си награда.
Работи в Йорданския университет, където защитава докторска дисертация по специалността „Съвременна литература“. Изявява се като литературен критик, рецензент и кореспондент на някои арабски списания. Членка е на йордански, други арабски и световни културни учреждения. Получила е около 50 национални, арабски и световни награди в сферата на късия разказ, театъра, романа и детската литература. Получава почетен орден за особени академични заслуги от Йорданския университет през 2007 и 2008 г.
Издава 36 творби в разни литературни жанрове, както и специализирана книга по анализ на съвременната арабска литература, роман и сборници с разкази. Има постоянни рубрики в различни арабски вестници. Класира се на 19-о място в анкета за 50-те най-влиятелни личности в Йордания. През 2014 г. в България е издадена книгата ѝ с разкази „Керванът на жаждата“, преводът е на Хайри Хамдан.